# Gnophos eurytiches
Gnophos eurytiches là một loài bướm đêm trong họ Geometridae.